# Nienke Disco

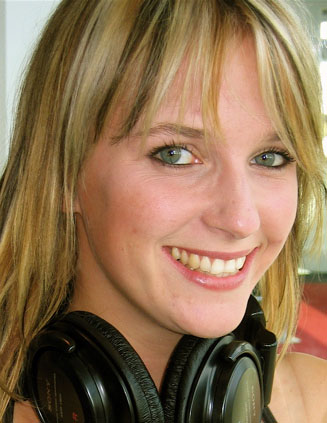
Nienke Disco (2006)

Nienke Disco (Apeldoorn, 13 september 1979) is een Nederlands presentatrice. Ze werd bekend door het presenteren van belspelletjes als Garito, Game On, Play en SBS Games op Net5 en SBS6.
Op jonge leeftijd stond ze al op de planken. Ze was te zien in de videoclip van Dilana Smith en in 2003/2004 had ze korte gastrollen in de Nederlandse comedyserie Sam Sam en in Goede tijden, slechte tijden. Daarnaast speelde ze een stunt-double in Soul Assassin.
Tussen juni 2006 en eind 2007 was Disco te beluisteren als dj op het radiostation 100%NL. Omdat bij 100%NL een reorganisatie plaatsvond, was er voor Disco geen plek meer in de programmering.
In 2008 zong Disco mee in de meidengroep Red Envie. De andere leden waren Angela Esajas, Aemilia Brok en Kel. De eerste single kwam in februari 2008 uit onder de titel Johnny (Tell me what you want).

## Trivia
- Op 16 februari 2007 ontving Nienke Disco de prijs "de onjuiste spatie van 2006" van het platform Signalering Onjuist Spatiegebruik (SOS). Ze kreeg deze prijs omdat ze in een belspelletje de spelfout in de zin "Wat vind je in de huis kamer?" dacht te verbeteren door achter het werkwoord een t toe te voegen.[1]